# 河曲県
河曲県（かきょく-けん）は中華人民共和国山西省忻州市に位置する県。

## 歴史
982年（太平興国7年）、宋朝により設置された火山県を前身とする。火山県は間もなく廃止されたが、1153年（貞元元年）、金朝により河曲県として再設置され現在に至る。

## 行政区画
- 鎮:西口鎮、楼子営鎮、劉家塔鎮、巡鎮鎮、旧県鎮、沙泉鎮
- 郷:鹿固郷、単寨郷、土溝郷、沙坪郷、社梁郷